# Valentina Petrillo
Valentina Petrillo, nata Fabrizio Petrillo (Napoli, 2 ottobre 1973), è un'atleta paralimpica italiana. Partecipa a competizioni di atletica leggera paralimpica in classe T12, nel gruppo Visually impaired, essendo ipovedente. È la prima donna transgender ad essere stata ammessa a gareggiare fra le donne alle paralimpiadi.

## Biografia
Nasce il 2 ottobre 1973 a Napoli, dove ha vissuto fino ai 20 anni.
Già in giovane età iniziò a praticare atletica leggera, ma si fermò quando a 14 anni le venne diagnosticata la sindrome di Stargardt, malattia che le causò l'ipovisione.
Poco dopo aver terminato gli studi a Bologna, l'atleta entrò a fare parte della Nazionale di calcio a 5 per ciechi dell'Italia.
Dopo molto tempo, a 41 anni, Petrillo decise di riprendere a correre, vincendo 11 titoli nazionali nella categoria maschile di atletica leggera paralimpica.
Nel 2017 fece coming out e nel 2019 iniziò a farsi chiamare Valentina, intraprendendo un percorso di affermazione di genere grazie al supporto dell'associazione Gruppo Trans APS.Ai campionati italiani paralimpici di atletica leggera dell'11 settembre 2020 Petrillo partecipa per la prima volta nella categoria femminile: è la prima volta nella storia degli sport paralimpici che questo viene permesso ad una persona transgender.
La sua storia è raccontata in un documentario intitolato 5 nanomoli - Il sogno olimpico di una donna trans, prodotto dalla Ethnos in collaborazione con l'Associazione Gruppo Trans APS.

### Carriera sportiva
Petrillo inizia a dedicarsi all'atletica da giovane, ma interrompe a causa della sua malattia; a 41 anni riprende l'attività, passando però all'atletica paralimpica.
Nel 2020 inizia a gareggiare ufficialmente nella categoria femminile con il nome Valentina.
Il 25 aprile 2021, in occasione del 42º Trofeo Liberazione FIDAL, l'atleta stabilisce il record nazionale dei 400 metri per la classe T13, che ha poi migliorato nel giugno dello stesso anno.
Il 22 marzo 2021 Petrillo ha nuovamente stabilito un record, questa volta nei 200 metri T12.
Ha rappresentato l'Italia ai campionati europei paralimpici 2021, classificandosi al quinto posto. Nel 2023 partecipa ai mondiali paralimpici di Parigi, conquistando due medaglie di bronzo.
Nel 2024 partecipa ai Giochi Paralimpici di Parigi.

## Controversie
L'atleta è al centro di numerose polemiche per quanto riguarda l'inserimento nella categoria femminile paralimpica. Molte atlete si sono espresse negativamente sulla correttezza del confronto sportivo con Petrillo, in quanto sostengono che "conservando la struttura fisica e biologica maschile, avrebbe capacità atletiche maggiormente prestazionali rispetto alle atlete biologicamente femmine", fatto non ancora confermato né smentito dalle ricerche scientifiche, che necessitano ancora di maggiori approfondimenti per raggiungere dei dati oggettivi. Nelle polemiche sollevate sul caso Petrillo si è parlato di vera e propria discriminazione nei confronti delle donne.. 
Proteste sono arrivate in occasione dei Campionati italiani master indoor di Ancona da parte di un comitato di 30 atlete rappresentate da un legale che hanno inviato alla FIDAL una diffida circa l'ingresso di Petrillo negli spogliatoi femminili a causa dei suoi genitali maschili.
Posizioni apertamente critiche nei confronti del percorso atletico di Petrillo sono emerse nel mondo dei social: tra queste un numero rilevante di insulti e minacce ha portato Petrillo a rinunciare alla partecipazioni World Masters Athletics in Polonia, anche dietro suggerimento dell'organizzazione dell'evento sportivo, paventando pericoli per la sua incolumità.

## Record nazionali
Seniores
- 200 metri piani T12: 27"17 ( Ancona, 22 marzo 2021)[13]
- 400 metri piani indoor T13: 59"77 ( Piacenza, 20 giugno 2021)[12]

## Palmarès
| Anno | Manifestazione       | Sede      | Evento          | Risultato | Prestazione | Note   |
| ---- | -------------------- | --------- | --------------- | --------- | ----------- | ------ |
| 2021 | Europei paralimpici  | Bydgoszcz | 400 m piani T13 | 5ª        | 1'00"09     | [ 15 ] |
| 2024 | Mondiali paralimpici | Parigi    | 200 m piani T12 | Bronzo    | 26"31       |        |
| 2024 | Mondiali paralimpici | Parigi    | 400 m piani T12 | Bronzo    | 58"24       |        |